# Нікольське (Слободзейський район)
Нікольське (рос. Никольское; рум. Nicolscoe) — село в Слободзейському районі в Молдові (Придністров'ї). Входить до складу Володимирівської сільської ради.
Колишня назва (у складі Бессарабської губернії) - Новомиколаївка.
Переважна більшість населення, згідно перепису населення 2004 року - українці (66%).